# 和田佐規子
和田 佐規子（わだ さきこ、旧姓：藤井、1961年（昭和36年）6月 - ）は、日本の教育者であり、比較文学者である。二松学舎大学、江戸川大学、神奈川大学の非常勤講師を勤める傍ら、海外書籍の翻訳家として執筆している。岡山県吉備中央町出身。

## 経歴

### 生い立ち
1961年（昭和36年）岡山県吉備中央町の藤井家に出生する。1977年地元に近い、岡山県立高梁高等学校へ進学した。2個上の先輩に高梁高校から同じく東大へ進学し国立がん研究センター研究所長となる間野博行がいる。1980年（昭和55年）に同校を卒業。同年東京大学文科一類へ進学し、1984年（昭和59年）東京大学法学部を卒業する。その後、同年、東京大学大学院総合文化研究科の修士課程に進学するが、1年目を終えたところで、西ドイツへ渡りその後、ミュンヘンで結婚し大学院を中退する。

### 翻訳家として
ミュンヘンで結婚後、生活の拠点をドイツに移す。1986年（昭和61年）に夫の仕事の関係でスイスのチューリッヒに移住し、生後9カ月の長男を連れて新生活を開始。スイスでは長女が誕生し、1988年に再びミュンヘン郊外に戻り、次女が誕生する。約7年間、ドイツとスイスで生活を送ったのち、1992年（平成4年）に日本へ帰国。翌、1993年には三女（末娘）を地元の岡山県高梁市内で里帰り出産した。
2001年（平成13年）、夫の在外研究に同行し、一家で米国ボストンに移住。この頃、子どもたちは小学校2年生から中学3年生までそれぞれ成長しており、異国での家族生活を楽しんだ。海外生活において、インターネットが普及していなかった時代に、現地の友人たちから多くを学び、特にドイツでは、幼児を独立個人として尊重する育児方針に強い影響を受け、自らの子育てスタイルを確立し、どの国にいても「自分らしい」子育てを楽しんでいた。
2003年（平成15年）に再び日本へ帰国。以前中退した東京大学大学院への再入学を決意。夫の後押しもあり、比較文学の研究を再開する。当時、すでに9年のブランクがあったが、若い学生たちとともにゼミや研究会に参加し、学びの楽しさを再発見したと和田は後に語っている。記憶力や持久力の衰えを感じながらも、20代の頃より深い理解と面白さを得た。
一方で、2011年（平成23年）、東日本大震災が発生した同年、高校3年生の末娘を突然の病で失うという深い悲しみを経験した。娘は6月、18歳の誕生日を目前に亡くなり、その喪失感はまるで大津波にさらわれたようなものであった。その中においても、外国語と日本語の間で揺れる自分を見つめ直し、深い悲しみを乗り越えて、翻訳や教育を通じて自己を再構築する道を歩む。その後、大学で英語、英語翻訳、比較文学を教えるとともに翻訳の仕事にも取り組んでいる。翻訳は大変な作業だが、自身にとってやりがいのある仕事となっており、外国語と日本語の狭間に感じていた溝を埋める手段となっている。2013年には初めての翻訳書を完成させ、現在でも出版活動を続けている。

## 主な著書
- 『チーズと文明』キンステッド・ポール, 訳 和田佐規子, 築地書館, 2013年6月[6]
- 『ナチスと自然保護: 景観美・アウトバーン・森林と狩猟』フランク・ユーケッター, 訳 和田佐規子, 築地書館, 2015年8月[7]
- 『宝石 欲望と錯覚の世界史』エイジャー・レイデン, 訳 和田佐規子, 築地書館, 2017年12月[8]

- 『大豆と人間の歴史 満州帝国・マーガリン・熱帯雨林破壊から遺伝子組み換えまで』クリスティン・デュボワ, 訳 和田佐規子, 築地書館, 2019年10月[8]

- 『庭仕事の真髄 老い・病・トラウマ・孤独を癒す庭』スー・スチュアート・スミス, 和田佐規子 訳 築地書館　2021年10月[5]